# Virtua Striker 2
Virtua Striker 2 è un videogioco arcade di calcio pubblicato da SEGA nel 1997 per la scheda Model 3 e rivisitato numerose volte fino all'anno 2000. Virtua Striker 2 è il capitolo di maggior successo della saga di Virtua Striker.
È il capitolo di Virtua Striker con più versioni in assoluto (ben cinque, contando anche il gioco originale) e il primo a godere di un port per console casalinghe, ovverosia la versione 2000.1 pubblicata per Dreamcast, che oltre alla modalità arcade tradizionale ne aggiunge altre di nuove, come la possibilità di competere in un vero e proprio campionato del mondo partendo dai gironi di qualificazione.
La versione 2000, ultima di questo filone uscita per le sale giochi e la più completa tra quelle che si sono succedute, è stata l'unica a non essere pubblicata su Model 3: SEGA, per facilitare anche la successiva conversione per il Dreamcast, distribuì la versione 2000 sulla scheda Sega NAOMI, che dal punto di vista hardware era praticamente identica alla sua controparte casalinga.

## Modalità di gioco
Lo schema di controllo rimane praticamente invariato rispetto al primo capitolo, così come la progressione nel gioco stesso; di conseguenza, vincendo il torneo con un solo credito potremo affrontare la F.C. SEGA, che da questo capitolo in poi introdurrà un easter egg diventato una costante della saga. Ad un certo punto della partita, infatti, la F.C. SEGA sostituirà tre membri del proprio team (uno dei quali è sempre il portiere); nella versione 2000, occasionalmente, una delle riserve che farà il suo ingresso in campo sarà Bean The Dynamite, protagonista di Dynamite Dux e personaggio giocabile in Sonic The Fighters.
Tuttavia, per la prima volta in questo capitolo viene introdotta una delle pietre miliari della serie: il "Best Goal", ossia un sistema di punteggi che premia l'azione più spettacolare attuata per mandare la palla in rete, sia essa un'azione particolarmente elaborata o un tiro molto potente dalla lunga distanza o un tiro al volo al termine di una manovra corale.
Nella versione 2000 vengono introdotte altre due squadre bonus: la MVP Yuki Chan, composta da personaggi cartooneschi e bizzarri, e la MVP Royal Genki, composta perlopiù da alieni. Caratteristica peculiare risiede nel fatto che, nonostante queste squadre vantino un'entità propria (con tanto di cambiamento delle condizioni atmosferiche del campo da gioco e l'utilizzo di un pallone totalmente diverso dal solito - una palla rossa di gomma nel caso della Yuki Chan e un pallone a forma di Saturno nel caso della Royal Genki) le tattiche di gioco e la formazione saranno prese casualmente da una delle nazionali presenti nel gioco.
La prima versione di Virtua Striker 2 gode di un clamoroso quanto caratteristico errore di programmazione, più precisamente per quanto riguarda l'intelligenza artificiale dei portieri. Gli estremi difensori, infatti, erano spesso e volentieri propensi a stare fuori dai pali, rendendoli estremamente vulnerabili a tiri ben piazzati. Il trucco più usato per sorprenderli è tirare con la massima potenza dalla trequarti; in tal modo il pallone scenderà con la traiettoria giusta da oltrepassare il portiere stesso e infilarsi proprio sotto la traversa. Proprio grazie a questo errore, tra gli appassionati venne coniato il termine "tiro da centrocampo" o "tiro alla Holly e Benji", in riferimento al tiro speciale di Oliver Hutton che era, per l'appunto, un tiro da centrocampo, per caratterizzare questa particolarità, che tuttavia fu praticamente annullata già dalla versione '98, nella quale l'IA dei portieri fu nettamente migliorata.
Virtua Striker 2 presenta, per la prima volta nella saga, l'inclusione di una Nazionale su licenza, ossia quella del Giappone, che già dalla versione '98 comincia a sfoggiare i suoi completi marchiati Adidas e i modelli dei giocatori rispecchiano le loro controparti reali. Sempre della medesima versione è caratteristica l'inclusione del Tricolore, pallone ufficiale fornito da Adidas durante i Mondiali di Francia 1998.

## Altre versioni
- Virtua Striker 2 version '98 (1998)
- Virtua Striker 2 version '99 (1999)
- Virtua Striker 2 version '99.1 (1999)
- Virtua Striker 2 version 2000 (2000)
- Virtua Striker 2 version 2000.1 (2000)

## Nazionali rappresentate
La versione originale di Virtua Striker 2 ha 24 squadre. Le nuove squadre sono in grassetto:
- Giappone
- Francia
- Inghilterra
- Bulgaria
- Corea del Sud
- Nigeria
- Stati Uniti
- Messico

- Italia
- Belgio
- Spagna
- Croazia
- Russia
- Svezia
- Brasile
- Uruguay

- Germania
- Paesi Bassi
- Portogallo
- Grecia
- Jugoslavia
- Arabia Saudita
- Argentina
- Colombia

Dalla Version '98, la scaletta è stata modificata per descrivere solo le 32 squadre che hanno partecipato alla Coppa del Mondo 1998:
- Nella Version '98, Paraguay, Danimarca, Romania, Scozia e Sudafrica sostituiscono Uruguay, Svezia, Grecia, Portogallo e Russia.
- Nelle Version '99 e  '99.1 sono aggiunti Cile, Giamaica e Austria.
- Nelle Version 2000 e 2000.1 sono aggiunti Norvegia, Camerun, Marocco, Tunisia e Iran.